# Infinity Train
Infinity Train est une série d'animation anthologique américaine créée par Owen Dennis, ancien écrivain et scénariste de la série Regular Show sur Cartoon Network. La série a été initialement promue comme une mini-série, mais après la fin de la première saison, il a été annoncé que la série continuerait comme une série d'anthologie,. La saison 2 est diffusée sur Cartoon Network le 6 Janvier 2020. Le 6 juillet 2020, il a été annoncé que la saison 3 sortira exclusivement sur HBO Max,. En France, le tome 1 est diffusé à partir du 26 décembre 2021 sur Cartoon Network.
La série se passe dans un mystérieux et gigantesque train sans fin traversant un paysage désolé, où chaque wagon contient un nombre infini d'environnements bizarre, fantastique ou abstrait. Les passagers entrant dans le train doivent voyager de wagons en wagons et en résoudre leur puzzles s'ils désirent quitter le train et rentrer chez eux. Chaque saison d'Infinity Train (appelé "Livre", chacune avec son sous-titre) ont leur propre histoire et personnages bien qu'ils viennent tous du même univers et que certains se retrouvent dans d'autre saisons.
À ses débuts, Infinity Train a reçu des éloges de la critique pour son intrigue, ses personnages, sa direction artistique et ses jeux d'acteur. En août 2020, Dennis a annoncé que bien qu'il désirait continuer la série, la plupart des membres de l'équipe avaient été licenciés et que la série risquait de ne pas être renouvelée, en raison des préoccupations de HBO Max selon lesquelles les histoires et les thèmes de la série étaient trop sombres et peu attrayants pour les enfants,,.Pourtant, une quatrième et dernière saison est annoncée le 17 Février 2021,.
Le 19 août 2022, la série se fait entièrement supprimer de HBO Max aux côtés de 36 autres séries animées. Plus tard dans la même journée, toute mention de la série a été supprimée du site officiel de Cartoon Network, du compte YouTube de ces derniers et des réseaux sociaux. La bande originale qui a été publiée en décembre 2019 a été supprimée de toutes les plateformes de streaming, et il n'est désormais plus possible de commander des DVDs/Blu-ray de deux premiers livres de la série. Le créateur d'Infinity Train a mis à jour sa page de son compte Twitter en déclarant que la seule façon de regarder encore la série aujourd'hui était par le biais du piratage . En parallèle, la diffusion de la saison 2 en sur Cartoon Network (France) a été brutalement annulée alors que celle-ci avait été annoncée et même doublée, faisant qu'à ce jour seule la première saison est disponible en français.

## Histoire
La série est une anthologie animée centrée sur un train apparemment sans fin voyageant à travers un paysage aride, les wagons du train contiennent une variété d'environnements bizarres et fantastiques. Le train ramasse des passagers qui ont des problèmes émotionnels ou des traumatismes non résolus ; en voyageant dans les wagons du train, leurs aventures leur donnent l'occasion d'affronter et de résoudre leurs problèmes. Une fois qu'ils ont résolu leurs problèmes, ils peuvent ainsi quitter le train et rentrer chez eux.
La première saison se concentre sur Tulip, une adolescente perturbée par le récent divorce de ses parents ; lors de son voyage dans le train, elle est accompagnée d'un robot confus surnommé "One-One" et d'Atticus, roi des corgis. Elle découvre finalement de nombreux secrets du train et confronte Amelia, une passagère qui a usurpé le rôle du conducteur de One-One et a essayé de prendre le contrôle du train plutôt que de résoudre son traumatisme lié à la mort de son mari. Avant de quitter le train, Tulip persuade Amelia d'essayer de s'adapter aux changements de sa vie.
Dans un épisode de la première saison, Tulip libère sa propre réflexion du monde du miroir et des deux voies. La deuxième saison se concentre sur la Mirror Tulip émancipée ("MT"), désormais en quête de sa propre identité tout en étant poursuivi par des policiers du wagon des miroirs qui tentent de la tuer en guise de punition pour avoir abandonné son rôle de reflet de Tulip. Elle fait équipe avec Jesse, un nouveau passager de train, ainsi qu'avec Alan Dracula, un cerf silencieux avec une variété de pouvoirs. Elle aide Jesse à quitter le train en apprenant à se défendre, et il retourne dans le train pour l'aider à s'échapper vers le monde extérieur également.
La troisième saison sera centrée sur Grace et Simon, antagonistes de la deuxième saison, alors qu'ils rencontrent une jeune fille nommée Hazel et son amie gorille Tuba. Alors que Grace apprend à sympathiser avec les habitants du train, Simon tue Tuba en la jetant sous les roues du Train. Durant leur voyages, le groupe découvrent qu'Hazel n'est pas humaine et que Grace réalise que tout ce qu'elle sait du train est qu'un mensonge. Simon, en revanche, refuse de croire à cette réalité et abandonne son amie quand il découvrent qu'elle lui a menti durant tout ce temps. Les deux se confrontent, ce qui conduit Simon à se faire tuer par un des habitants. Grace décide de renoncer à ces croyances et prévoit d'aider d'autre passagers à les faire quitter le train.
La quatrième saison sera centrée sur Ryan et Min-Gi, deux amis d'enfance canadien qui veulent devenir des musiciens célèbres.

## Personnages principaux

### Book 1
- Tulip Olsen : Tulip Olsen est une fille âgée de 12 ans. Elle découvre un train lorsqu'elle a tenté de se rendre au camp de Game-Design à Oshkosh. Rationnelle et terre-à-terre, elle est déterminée à descendre du train[13].
- Atticus : Atticus est le roi des Corgis dans un des wagons de train. Il accompagne Tulip, aux côtés de One-One[13].
- One-One : Un robot qui se compose de deux robots séparés en forme d'hémisphère qui se combinent pour se déplacer, et se révèle être le conducteur du train dans le Tome 1[13]
  - Glad-One : La partie exubérante et optimiste de One-One
  - Sad-One : La partie morose et pessimiste de One-One.

### Book 2
- Mirror Tulip (aka MT, aka Lake) : Le reflet de Tulip Olsen qui réside dans le wagon Chrome. Elle accompagne Jesse dans le Tome 2[13].

- Jesse Cosay : Un passager qui est déterminé à sortir du train.
- Alan Dracula : Un cerf  qui accompagne Jesse, aux côtés de Mirror Tulip.

### Book 3
- Grace : La leader de l'Apex : un groupe secret composé d'enfants pensant qu'Amelia est le vrai conducteur.
- Simon : Le coéquipier de Grace.
- Hazel : Hazel est une petite fille qui vit avec Tuba dans le wagon jungle.

- Tuba : Une femelle Gorille considérant Hazel comme sa fille.

### Book 4
- Ryan Akagi :  Un musicien amateur. Il est le meilleur ami de Min-Gi.
- Min-Gi Park : Un employé du dîner de Dumpty. Il est le meilleur ami de Ryan.
- Kez : Une sonnette de comptoir volante qui accompagne Ryan et Min-Gi.

### Personnages récurrents
- The Cat (Samantha) : Une chatte parlante, escroc et collectionneuse. Elle manipule d'abord Tulip pour l'aider à réparer son véhicule sphérique afin qu'elle puisse également prendre One-One avec elle pour le livrer à Amelia. Elle travaillait pour Amelia et a essayé de capturer Tulip. Elle a ensuite changé d'avis et a aidé Tulip à atteindre le moteur[13].
- Randall : Un être rigolo composé seulement d'eau.
- Lucy : Une petite fille de l'Apex.
- Kevin : Un homme d'affaires tortue vivant dans l'unfinished car.
- Mrs. Postlady : Postière tortue de l'unfinished car et femme de Kevin.
- Le Steward : Il s'agit de l'assistant robot menaçant du train, dont le corps est constitué de câbles ressemblant à des tentacules convergeant sur un masque humanoïde blanc. Ses yeux émettent des flammes bleues où sortent des canons mitrailleurs[13].
- Ghoms : Des créatures ressemblant à des chiens / cafards qui habitent le Wasteland à l'extérieur du train et tentent d'aspirer la force vitale des vivants.
- Amelia : Un passager qui a renversé One-One et usurpé sa position de conducteur pour créer un wagon contenant son mari décédé[réf. souhaitée].
- Frank : Ours et connaissance de la chatte.
- La Police des reflets (aka The Flec's) : Un duo d'officiers poursuivant MT afin de la détruire pour avoir abandonné sa responsabilité de refléter Tulip.
  - Agent Mace : Le partenaire expérimenté et bourru de l'équipe.
  - Agent Sieve : Le partenaire moins expérimenté et plus optimiste que Mace.

### Autres Personnages

#### Book 1
- Megan Olsen : La mère en difficulté de Tulip et l'ex-femme d'Andy qui travaille comme infirmière[13].
- Andy Olsen : Le père déprimé de Tulip et l'ex-mari de Megan[13].
- Mikalya : La meilleure amie de Tulip qui déteste les jeux vidéo, excepté ceux de Tulip[13].

#### Book 2
- Toad / Terrence : Un crapaud provenant du Toad Car où le seul moyen d'y sortir est de lui donner un coup de pied.
- Nathan “Nate” Cosay : Le frère cadet de Jesse Cosay.

### Apparition et doublage des personnages
| Personnage                         | Personnage                         | Voix originales          | Saisons                | Saisons                | Saisons                | Saisons                |
| Personnage                         | Personnage                         | Voix originales          | Livre 1                | Livre 2                | Livre 3                | Livre 4                |
| Personnages principaux             | Personnages principaux             | Personnages principaux   | Personnages principaux | Personnages principaux | Personnages principaux | Personnages principaux |
| ---------------------------------- | ---------------------------------- | ------------------------ | ---------------------- | ---------------------- | ---------------------- | ---------------------- |
| Tulip Olsen                        | Tulip Olsen                        | Ashley Johnson           | Principale             | Mentionnée             |                        |                        |
| One-One / One                      | Sad-One                            | Owen Dennis              | Principal              | Récurrent              | Mentionné              |                        |
| One-One / One                      | Glad-One                           | Jeremy Crutchley         | Principal              | Récurrent              | Mentionné              |                        |
| One-One / One                      | One                                | Jeremy Crutchley         | Mentionné              |                        |                        | Récurrent              |
| Atticus                            | Atticus                            | Ernie Hudson             | Principal              | Mentionné              |                        |                        |
| Lake / "MT" (Mirror Tulip)         | Lake / "MT" (Mirror Tulip)         | Ashley Johnson           | Invitée                | Principale             | Montrée                |                        |
| Jesse Cosay                        | Jesse Cosay                        | Robbie Daymond           |                        | Principal              | Mentionné              |                        |
| Alan Dracula                       | Alan Dracula                       |                          |                        | Principal              |                        | Scène coupée           |
| Grace Monroe                       | Grace Monroe                       | Kirby Howell-Baptiste    | Montrée                | Récurrente             | Principale             |                        |
| Simon Laurent                      | Simon Laurent                      | Kyle McCarley            | Montré                 | Récurrent              | Principal              |                        |
| Hazel                              | Hazel                              | Isabella Abiera          |                        |                        | Principale             |                        |
| Tuba                               | Tuba                               | Diane Delano             |                        |                        | Principale             |                        |
| Min-Gi Park                        | Min-Gi Park                        | Johnny Young             |                        |                        |                        | Principal              |
| Ryan Akagi                         | Ryan Akagi                         | Sekai Murashige          |                        |                        |                        | Principal              |
| Kez                                | Kez                                | Minty Lewis              |                        |                        |                        | Principale             |
| Personnages récurrents             |                                    |                          |                        |                        |                        |                        |
| La Chatte / Samantha               | La Chatte / Samantha               | Kate Mulgrew             | Récurrente             | Invitée                | Récurrente             | Invitée                |
| Randall                            | Randall                            | Rhys Darby               | Récurrent              | Récurrent              | Invité                 |                        |
| Amelia Hughes / Le faux conducteur | Amelia Hughes / Le faux conducteur | Lena Headey              | Récurrente             | Mentionnée             | Récurrente             | Récurrente             |
| Amelia Hughes / Le faux conducteur | Amelia Hughes / Le faux conducteur | Matthew Rhys (En armure) | Récurrente             | Mentionnée             | Récurrente             | Récurrente             |
| Le Steward                         | Le Steward                         | Ashley Johnson           | Récurrent              | Caméo                  | Caméo                  | Récurrent              |
| Ghoms                              | Ghoms                              | Dee Bradley Baker        | Récurrent              | Caméo                  | Récurrent              |                        |
| Megan Olsen                        | Megan Olsen                        | Audrey Wasilewski        | Récurrente             |                        |                        |                        |
| Andy Olsen                         | Andy Olsen                         | Mark Fite                | Récurrent              |                        |                        |                        |
| Mikayla                            | Mikayla                            | Reagan Gomez-Preston     | Récurrente             |                        |                        |                        |
| Police des reflets                 | Agent Mace                         | Ben Mendelsohn           | Invités                | Récurrents             |                        |                        |
| Police des reflets                 | Agent Sieve                        | Bradley Whitford         | Invités                | Récurrents             |                        |                        |
| Toad / Terrence                    | Toad / Terrence                    | Owen Dennis              |                        | Récurrent              |                        |                        |
| Nate Cosay                         | Nate Cosay                         | Justin Felbinger         |                        | Récurrent              |                        |                        |
| Lucy                               | Lucy                               | Jenna Davis              |                        | Caméo                  | Récurrente             |                        |
| Todd                               | Todd                               | Antonio Raul Corbo       |                        | Caméo                  | Récurrent              |                        |
| Frank                              | Frank                              | Owen Dennis              |                        |                        | Récurrent              |                        |
| Habitants en parka                 | Une                                | Kari Wahlgren            |                        |                        |                        | Récurrents             |
| Habitants en parka                 | Deux                               | Kari Wahlgren            |                        |                        |                        | Récurrents             |
| Habitants en parka                 | Trois                              | Keith Ferguson           |                        |                        |                        | Récurrents             |
| Juge Morpho                        | Juge Morpho                        | Margo Martindale         |                        |                        |                        | Récurrent              |
| Cow Creamer (Vache crémière)       | Cow Creamer (Vache crémière)       | Audrey Wasilewski        |                        |                        |                        | Récurrente             |
| Pig Baby (Bébé Cochon)             | Pig Baby (Bébé Cochon)             | J. K. Simmons            |                        |                        |                        | Récurrent              |
| Nigel                              | Nigel                              |                          |                        |                        |                        | Récurrent              |
| Morgan                             | Morgan                             | Margaret Cho             |                        |                        |                        | Récurrente             |

Il existe un doublage français produit pour la diffusion du Livre 1 sur la chaîne française de Cartoon Network. Sophie Pyronnet est notamment la voix de Tulip Olsen et Colette Sodoyez la voix de la Chatte/Samantha. Cependant la qualité de ce doublage fut jugée assez insatisfaisante car certaines erreurs sont présentes (des phrases n'ont pas été traduites ou sont manquantes) et certaines traductions sont incorrectes ('One-One' a été traduit en 'Un-Seul').
Un nouveau doublage a été annoncé par Cartoon Network sur Twitter, ainsi que le doublage du Livre 2. Cependant, à la suite de la suppression de la série sur HBO Max le 19 août 2022 et l'annulation de la série en France, ces doublages ne furent jamais réalisés.

## Production

### Pilote (2016)
Owen Dennis a conçu Infinity Train en 2010. Comme le protagoniste Tulip, Dennis a créé des jeux vidéo en tant qu'amateur dans son adolescence, y compris des jeux d'aventure pointer-cliquer et des mods pour des titres tels que Half-Life 2 et Unreal Tournament 2004. Il a déclaré que Myst a été l'une de ses principales influences depuis qu'il avait 13 ans, et son influence s'est poursuivie dans Infinity Train. Il cite également Doctor Who, Agatha Christie, The NeverEnding Story, The Matrix, Philip K.Dick, Star Trek: Voyager et Sliders comme influences, ainsi que des romans tels que Nightbirds on Nantucket et The Wolves of Willoughby Chase.

## Épisodes
| Diffusion Originale | Diffusion Originale | Diffusion Originale     | Diffusion Originale | Diffusion Originale | Diffusion Originale | Diffusion Originale |
| Tome                | Tome                |                         | Épisodes            | Début de diffusion  | Fin de diffusion    | Chaîne              |
| ------------------- | ------------------- | ----------------------- | ------------------- | ------------------- | ------------------- | ------------------- |
|                     | Pilote              | Pilote                  | Pilote              | 2 novembre 2016     | 2 novembre 2016     | Youtube             |
|                     | 1                   | The Perennial Child     | 10                  | 5 août 2019         | 9 août 2019         | Cartoon Network     |
|                     | Courts métrages     | The Train Documentaries | 10                  | 19 octobre 2019     | 16 novembre 2019    | Youtube             |
|                     | 2                   | The Cracked Reflection  | 10                  | 6 janvier 2020      | 10 janvier 2020     | Cartoon Network     |
|                     | 3                   | Cult of the Conductor   | 10                  | 13 août 2020        | 27 août 2020        | HBO Max             |
|                     | 4                   | Duet                    | 10                  | 15 avril 2021       | 15 avril 2021       | HBO Max             |

| Diffusion française | Diffusion française | Diffusion française | Diffusion française | Diffusion française | Diffusion française | Diffusion française |
| Tome                | Tome                |                     | Épisodes            | Début de diffusion  | Fin de diffusion    | Chaîne              |
| ------------------- | ------------------- | ------------------- | ------------------- | ------------------- | ------------------- | ------------------- |
|                     | 1                   | TBA                 | 10                  | 26 décembre 2021    | 26 décembre 2021    | Cartoon Network     |

## Musique
Le 4 décembre 2019, Owen Dennis a annoncé sur Twitter que la bande originale du Tome un arrivait le 6 décembre 2019 sur toutes les principales plateformes numériques.